# Torneo de Zúrich 1994
El European Indoors 1994 fue un torneo de tenis femenino, disputado del 3 al 9 de octubre de 1994. Fue un evento de categoría Tier I que se jugó en canchas de carpeta en pistas cubiertas como preparativo para el campeonato de fin de año de la WTA. Fue la 11.ª edición del torneo y tuvo lugar en el Saalsporthalle en la ciudad suiza de Zúrich.

## Campeonas

### Individual femenino
Magdalena Maleeva venció a  Natasha Zvereva por 7–5, 3–6, 6–4

### Dobles femenino
Manon Bollegraf /  Martina Navratilova vencieron a  Patty Fendick /  Meredith McGrath por 7–6, 6–1